# Alexis Bayard
Alexis Bayard (11 de junio de 1996) es un deportista suizo que compite en esgrima, especialista en la modalidad de espada.
En los Juegos Europeos de Cracovia 2023 consiguió una medalla de plata en la prueba por equipos. Ganó una medalla de bronce en el Campeonato Europeo de Esgrima de 2022, en la prueba individual.

## Palmarés internacional
| Juegos Europeos    | Juegos Europeos    | Juegos Europeos   | Juegos Europeos    |
| Año                | Lugar              | Medalla           | Prueba             |
| ------------------ | ------------------ | ----------------- | ------------------ |
| 2023               | Cracovia (Polonia) | Medalla de plata  | Espada por equipos |
| Campeonato Europeo |                    |                   |                    |
| Año                | Lugar              | Medalla           | Prueba             |
| 2022               | Antalya (Turquía)  | Medalla de bronce | Espada individual  |